# Ígor Nikulin
Igor Nikulin (Moscú, Unión Soviética, 14 de agosto de 1960-San Petersburgo, 7 de noviembre de 2021) fue un atleta soviético especializado en la prueba de lanzamiento de martillo, en la que consiguió ser medallista de bronce europeo en 1990.

## Carrera deportiva
Hijo de Yuri Nikulin, un afamado atleta, lanzador de martillo, nacido en San Petersburgo.
Fue campeón de la URSS en 1981, 1982 y 1984, y medallista de plata de los campeonatos de 1980 y 1983.
En el Campeonato Europeo de Atletismo de 1990 ganó la medalla de bronce en el lanzamiento de martillo, llegando hasta los 80.02 metros, siendo superado por su compatriota soviético Igor Astapkovich (oro con 84.14 m) y el húngaro Tibor Gécsek (plata con 80.14 metros).
Dos años después, en los JJ. OO. de Barcelona 1992 ganó la medalla de bronce en el lanzamiento de martillo, con una marca de 81.38 metros, quedando en el podio tras sus compatriotas del Equipo Unificado Andrey Abduvaliyev (oro) y Igor Astapkovich (plata).
Igor falleció el 7 de noviembre, a los 61 años.